# كماس كوسيكي
كماس كوسيكي (الاسم العلمي:Camassia cusickii) هو نوع من النباتات يتبع جنس الكماس من الفصيلة الهليونية.